# Szabadhídvég
Szabadhídvég es un pueblo húngaro perteneciente al distrito de Enying, condado de Fejér.

## Superficie
Cuenta con una superficie de 44,10 km².

## Demografía
Hasta 2024 la población era de 807 habitantes, con una densidad de población de 18,29 hab/km².
| Gráfica de evolución demográfica de Szabadhídvég entre 2020 y 2024 |
|                                                                    |
| Datos según la Oficina Central de Estadística de Hungría.          |